# Let'sボイトレ
Let'sボイトレ♪（レッツボイトレ）は、株式会社ブラッシュボイスが運営する、ボイストレーニング総合情報サイトである。

## 概要
2007年にサービス開始。2013年現在、日本では他に似たようなサービスを提供するサイトは見られない。ボイストレーニングを自身で行う人や、ボイストレーニングを経験した事が無い人の利用が目立つ。
元々は、株式会社ブラッシュボイスの創業者青木亮がソーシャル・ネットワーキング・サイトのmixi上のコミュニティでLet'sボイトレ♪を作成したのが始まりである。
Let'sボイトレ♪は登録不要で、誰でも気軽サービスを利用できるのが特徴である。ボイストレーニングに関する様々な疑問をサイト上で一般人が投げかけ、それに対して青木亮や株式会社ブラッシュボイス所属のボイストレーナーが回答をする。

また、2012年からはLet'sボイトレ♪チャンネルという動画配信もスタートし、青木亮が動画で一般人からの質問に対して回答を行なっている。

## 沿革
- 2007年 - サービス開始
- 2012年 - Let'sボイトレ♪チャンネル配信開始